# Futebolista sul-americano do ano 1985
O prêmio de jogador sul-americano do ano, foi atribuído a partir do ano de 1971 até 1992 pelo jornal venezuelano "El Mundo". Este prêmio foi aberto para qualquer jogador sul-americano e foi reconhecido como oficial até o ano de 1985, sendo substituído no ano seguinte em sua oficialidade pelo jornal uruguaio, "El País", que recebeu status de oficial em 1986, passando a nomear, o "Rei de futebol da América", elegendo somente jogadores sul-americanos e de clubes da América do Sul.

## Melhores jogadores do ano
Escolhidos Pelo diário venezuelano "El Mundo", por jornalistas de futebol da América do Sul. Qualquer jogador sul-americano era  elegível, não importando qual país ou continente no qual ele jogasse.
Top 10
Vencedores
```
  
 1. 
Julio Romero "ROMERITO"
   
Paraguai
   
 
Fluminense
 (Bra)
  
 2. 
Enzo FRANCESCOLI
   
Uruguai
   
 
River Plate
 (Arg)
  
 3. 
Claudio BORGHI
   
Argentina
   
 
Argentinos Juniors
 (Arg)
                                 
  
 4. 
Roberto CABAÑAS
   
Paraguai
   
   
América de Cali
 (Col)
  
 5. 
Walter CASAGRANDE
   
Brasil
   
   
Corinthians
 (Bra)
  
 6. 
Roberto FERNÁNDEZ
   
Paraguai
   
   
Deportivo Cali
 (Col)
  
    
Artur Coimbra "ZICO"
   
Brasil
   
   
Flamengo
 (Bra)
  
 8. 
Sergio BATISTA
   
Argentina
   
   
Argentinos Juniors
 (Arg)
  
    
"RENATO GAÚCHO"
   
Brasil
   
   
Grêmio
 (Bra)
  
    
Rodolfo RODRIGUEZ
   
Uruguai
   
   
Santos
 (Bra)        
```

- - Regulamento: Somente os três primeiros são premiados:

1. Bola de ouro
2. Bola de prata
3. Bola de bronze

- Obs. Aonde há descontinuidade nas colocações é porque houve empate entre concorrentes.